# Lüneburg-Linse

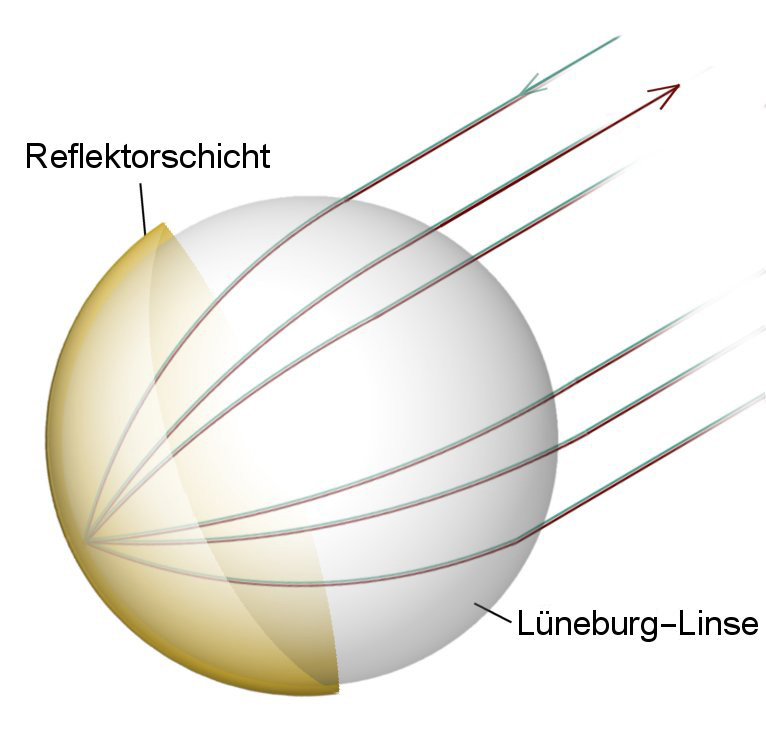
Prinzip der Reflexion der dielektrischen Lüneburg-Linse mit Reflektor

Die nach dem Mathematiker Rudolf Karl Lüneburg benannte Lüneburg-Linse, auch Luneburg-Linse oder seltener Luneberg-Linse ist eine kugelförmige Gradientenindexlinse. Sie besteht aus einer massiven Kugel aus verlustfreiem dielektrischen Material mit ortsabhängiger Dielektrizitätskonstante. Wenn ihre Rückseite verspiegelt ist, wirft sie einfallende parallele Wellen genau in Richtung ihrer Quelle zurück und wirkt damit als Retroreflektor.

## Aufbau

Eine Lüneburg-Linse, bei der der Brechungsindex mit blauer Farbe angedeutet ist. Parallel einfallende Strahlen werden auf die Rückseite der Kugel fokussiert.

Der Brechungsindex im Innern der Kugel wird so gestaltet, dass parallel einfallenden Strahlen in einem Punkt fokussiert werden, der dem Berührungspunkt der Wellenfront gegenüberliegt. Er nimmt dabei mit dem Abstand {\displaystyle r} von der Mitte ab. Dabei folgt er idealerweise der Formel
{\displaystyle n(r)={\sqrt {2-\left({\frac {r}{R}}\right)^{2}}}},
wobei {\displaystyle R} der Radius der Kugel ist. Wenn nun die Rückseite der Kugel verspiegelt ist, kehrt sich der Strahlengang genau um und die Welle wird genau in Richtung ihrer Quelle zurückgeworfen. Damit funktioniert die Anordnung als Retroreflektor.
Lüneburg-Linsen können auch für Rundum-Retroreflexion gefertigt werden, z. B. als Radarreflektor, sie tragen dann statt der rückseitigen Verspiegelung einen schmalen waagerechten Gürtel aus einer leitfähigen Schicht. Sie müssen beim Einsatz als Radarreflektor an Booten immer genau senkrecht hängen, sodass die waagerecht beidseitig des Gürtels in die Kugel eintretenden Funkwellen exakt auf den reflektierenden Metallstreifen auf der Gegenseite gebündelt werden.